# Herzog von Touraine
Der Titel Herzog von Touraine wurde vom 14. bis zum 16. Jahrhundert mehrfach mit dem zum Herzogtum erhobenen umgebenden Gebiet vergeben. Der Titel wurde im Allgemeinen nicht vererbt, sondern fiel mit dem Tod des Inhabers an die Krone zurück.
Die einzige Ausnahme wurde 1424 nach dem Tod von Archibald Douglas, 4. Earl of Douglas Marschall von Frankreich und Herzog von Touraine, dem ersten ausländischen und nicht der königlichen Familie angehörenden Herzog Frankreichs überhaupt gemacht, bei dem man davon ausging, dass er ohne Nachkommen gestorben war, woraufhin das Herzogtum sofort neu vergeben wurde. Als der Irrtum bekannt wurde, durften sich der neue Earl of Douglas und dann auch dessen Sohn Herzog von Touraine nennen, ohne aber im Besitz der zugehörigen Ländereien zu sein.
1584, nach dem Tod von François Hercule de Valois wurde die Touraine endgültig in die Krondomäne eingegliedert.
Parallel zum Herzogstitel existierte das Amt des Gouverneur von Touraine, mit dem die militärischen Aufgaben der Region abgedeckt wurden.

## Herzöge von Touraine
- 1344–…. Philippe de Valois († 1375), Duc d’Orléans, Duc de Touraine, Graf von Valois, ab 1356 in englischer Gefangenschaft
- 1360–1363 Philipp der Kühne († 1404), Duc de Touraine, 1363 Duc de Bourgogne
- 1363–1364 Charles de France († 1380), Duc de Touraine, 1364 König (Karl V.) von Frankreich
- 1370–1384 Louis d’Anjou († 1384), Duc de Touraine, Duc d’Anjou
- 1386–1407 Louis de Valois († 1407), Duc de Touraine, dann Duc d’Orléans
- 1407–1417 Jean de Valois († 1417), Duc de Touraine
- 1417–1422 Charles de Valois († 1461), Duc de Touraine, 1422 König (Karl VII.) von Frankreich
- 1424–1424 Archibald Douglas, 4. Earl of Douglas († 1424), Duc de Touraine
  - 1424–1439 Archibald Douglas, 5. Earl of Douglas († 1439) Titular-Herzog von Touraine
  - 1439–1440 William Douglas, 6. Earl of Douglas († 1440), 1439 Titular-Herzog von Touraine, mit ihm erlosch der Titel mangels Nachkommen
- 1424–1434 Louis d’Anjou († 1434), Duc de Touraine
- 1528–1531 Luise von Savoyen († 1531), Duchesse de Touraine, d’Angoulême et d’Anjou, Comtesse du Maine, Mutter des Königs Franz I.
- 1547–1558 Eleonore von Kastilien († 1558), Duchesse de Touraine als Witwe des Königs Franz I.
- 1558–1560 Maria Stuart († 1587), Duchesse de Touraine als Ehefrau des Königs (1559/60) Franz II.
- 1576–1584 François Hercule de Valois († 1584), Duc de Touraine